# ハルビン飛機工業集団
ハルビン飛機工業集団（ハルビンひきこうぎょうしゅうだん、中国語: 哈爾濱飛機工業集團）は、中華人民共和国の航空機製造会社である。1952年に成立、黒竜江省ハルビン市平房区に本拠を置く。
当初は国内向けに航空機を製造していたが、今日では中国国外の航空機会社のために部品の製造も手掛けている。
親会社は国務院国有資産監督管理委員会が出資する中央企業のうちの一つ中国航空工業集団有限公司である。

## 歴史
1952年に「ハルビン飛行機工場」として成立、当初は航空機の修理業務のみを行っていた。
1950年代後半より、ソ連製航空機のライセンス生産を開始し、ヘリコプターや爆撃機を製造した。Mi-4をZ-5ヘリコプターとして、Il-28をH-5軽爆撃機として生産した。
1974年、自力でY-11（運-11）輸送機の開発に成功。その後、Y-11を改良したY-12（輸-12）を開発。

## 主要製品
旅客機
- エンブラエル ERJ 145 （ライセンス生産）

ヘリコプター
- Z-5 - Mi-4輸送ヘリコプターのライセンス生産機。
- Z-9 - 中型汎用ヘリコプター - フランス製ユーロコプタードーファンのライセンス生産機
  - Z-9W/G - 攻撃ヘリコプター
- Z-19 - Z-9を再設計した攻撃ヘリコプター
- Z-15 - ユーロコプター（現エアバス・ヘリコプターズ）と共同開発した汎用ヘリコプター

爆撃機
- H-5 - Il-28のライセンス生産機
- H-6 - Tu-16のライセンス生産機
- SH-5 - 水上対潜爆撃機

輸送機
- Y-11
- Y-12